# Kenny Clarke
Kenny Clarke (Pittsburgh, 1914. január 9. – Montreuil, 1985. január 26.) amerikai dobos, zenekarvezető. Dizzy Gillespie és Thelonious Monk mellett dobos Kenny Clarke a bebop stílus egyik szülőatyja volt.

## Pályafutása
Iskolás korában a dob mellett vibrafonon, zongorán és harsonán is játszott. 1937-ben csatlakozott Edgar Hayes big bandjéhez. Egy Hayes-szel szervezett európai turné lehetőséget nyújtott Clarke-nek a kibontakozásra. Rendkívül nagy hatású dobos lett, az egyike azoknak, akik definiálta a bebopot. Az első volt, aki a ritmus meghatározását a basszusdobról a cintányérra cserélte. Ezt az újítást az 1940-es évek eleje óta számtalan számú dobos másolta és hasznosította.
Kenny Clarke, Jean-Christian Michel francia zeneszerzővel és klarinétművésszel 10 éven át koncertezett és vett fel.

## Albumok
- Special Kenny Clarke 1938–1959 (Jazz Muse)
- Telefunken Blues (Savoy, 1955)
- Kenny Clarke & Ernie Wilkins (Savoy, 1955)
- Bohemia After Dark (Savoy, 1955)
- Klook's Clique (Savoy, 1956)
- Jazzmen: Detroit (Savoy, 1956)
- Plays André Hodeir (Philips, 1956)
- The Golden 8 (Blue Note, 1961)
- Americans in Europe Vol. 1 (Impulse!, 1963)
- Pieces of Time (Soul Note, 1983)
- Musique sacrée (Barclay, 1968) val vel Jean-Christian Michel
- JQM  (General Records, 1972) val vel Jean-Christian Michel
- Ouverture spatiale  (General Records, 1975) val vel Jean-Christian Michel
- Eve des origines  (General Records, 1976) val vel Jean-Christian Michel
- Port-Maria  (General Records, 1978) val vel Jean-Christian Michel